# Barnabas Kipyego
Barnabas Kipyego (ur. 12 czerwca 1995) – kenijski lekkoatleta specjalizujący się w biegach długich.
W 2014 został mistrzem świata juniorów w biegu na 3000 metrów z przeszkodami. 

## Osiągnięcia
| Rok  | Impreza                     | Miejsce | Konkurencja                        | Pozycja    | Wynik   |
| ---- | --------------------------- | ------- | ---------------------------------- | ---------- | ------- |
| 2014 | Mistrzostwa świata juniorów | Eugene  | bieg na 3000 metrów z przeszkodami | 1. miejsce | 8:25,57 |

## Rekordy życiowe
- bieg na 3000 metrów z przeszkodami – 8:10,11 (2016)